# Vytautas Landsbergis
Vytautas Landsbergis est un musicologue et homme d'État lituanien né le 18 octobre 1932 à Kaunas, dont le rôle a été déterminant dans la marche vers l’indépendance de la Lituanie, contre la volonté de l’Union soviétique.
Membre de Sąjūdis, il est — de fait — le premier chef de l'État post-indépendance, en poste du 11 mars 1990 au 25 novembre 1992. Président d'honneur de l'Union de la patrie - Chrétiens-démocrates lituaniens, le grand parti conservateur lituanien qu'il a fondé en 1993.

## Biographie
Vytautas Landsbergis, membre d'une ancienne famille allemande, est né à Kaunas, en Lituanie. Son père était l'architecte Vytautas Landsbergis-Žemkalnis. Sa mère, ophtalmologue, Ona Jablonskytė-Landsbergienė, a aidé la famille de sa sœur à protéger un enfant juif, Avivit Kissin, de l'Holocauste, en produisant un faux certificat de naissance avec un nom lituanien pour lui. Après la seconde guerre mondiale Ona est nommée Juste parmi les Nations pour avoir aidé également à cacher une jeune fille juive de 16 ans nommée Bella Gurvich.
En 1952, il se classe troisième au Championnat de Lituanie d'échecs, derrière Ratmir Kholmov et Vladas Mikėnas. En 1955, il est diplômé de l'Académie de musique et de théâtre de Lituanie. En 1969, il rédige sa thèse de doctorat. En 1978, il devient professeur d'histoire de la musique au Conservatoire de Lituanie. De 1978 à 1990, il est professeur au Conservatoire de Lituanie et à l'Université de Vilnius. En 1994, il rédige une nouvelle thèse de doctorat. Enseignant-chercheur pendant trente ans, il est spécialisé dans l’œuvre de Mikalojus Konstantinas Čiurlionis.

### Carrière politique
Landsbergis entre en politique en 1988, en tant que l'un des fondateurs du Sąjūdis, le mouvement politique indépendantiste lituanien. Lors des élections au Congrès des députés du peuple d'Union soviétique de 1989, Landsbergis est élu député du peuple de la RSS de Lituanie. Après la victoire du Sąjūdis aux élections de 1990, il devient président du Conseil suprême de Lituanie.
Le 11 mars 1990, il préside la session parlementaire au cours de laquelle fut proclamée la restauration de l'indépendance de la Lituanie vis-à-vis de l'Union soviétique. La Lituanie devint la première république soviétique à le faire. Selon la Constitution provisoire de la  Lituanie (constitution provisoire de facto , jusqu'à l'entrée en vigueur de la Constitution permanente), Landsbergis est à la fois le plus haut fonctionnaire de l'État et le président du Parlement. Il occupe ce poste de mars 1990 jusqu'aux élections législatives de novembre 1992.
L'Union soviétique a tenté d'étouffer cette activité par un blocus économique en 1990, mais elle a échoué, et d'autres républiques soviétiques ont rapidement suivi l'exemple et ont également déclaré leur indépendance de Moscou. Il est également extrêmement sceptique quant à l'idée que Mikhaïl Gorbatchev essaye de libéraliser l'Union soviétique et que la Lituanie ne devait pas l'en empêcher. Landsbergis a également joué un rôle crucial lors de la 
  confrontation entre le mouvement indépendantiste lituanien et les forces armées soviétiques en janvier 1991. L'Islande a été le premier État à reconnaître officiellement la restauration de l'indépendance de la Lituanie ; Landsbergis a été quelque peu critique envers certaines puissances occidentales (comme les États-Unis et le Royaume-Uni) pour ne pas avoir montré suffisamment de soutien à la tentative de la Lituanie de restaurer son indépendance après plus de 40 ans d'occupation soviétique, bien qu'il ait accepté la recommandation de son gouvernement selon laquelle la Lituanie nouvellement indépendante cherchait immédiatement à établir des relations diplomatiques complètes avec le Royaume-Uni et les États-Unis.
En 1993, Landsbergis a conduit une grande partie du Sąjūdis à former un nouveau parti politique, l'Union de la patrie (Tėvynės Sąjunga). Ce parti a remporté une victoire écrasante lors des élections législatives de 1996. Landsbergis est président du Seimas de 1996 à 2000. Il s'est présenté, sans succès, à l'élection présidentielle de 1997 (il est arrivé troisième après avoir reçu 15,9 % des voix). Lors du second tour, il soutient Valdas Adamkus, qui remporte l'élection.
En 2004, Landsbergis est élu par les électeurs lituaniens au Parlement européen (le nombre total de députés lituaniens était de 13), et a été réélu à chaque élection jusqu'en 2014.
En 2005, Landsbergis est devenu mécène international de la Henry Jackson Society nouvellement créée.
Depuis 2015, Landsbergis est membre, avec Roswitha Fessler-Ketteler, la députée européenne Heidi Hautala, Aleksi Malmberg et Frank Schwalba-Hoth, du conseil consultatif de l'association Caucasian Chamber Orchestra et de son « Förderverein » allemand.

### Reconnaissance comme chef d'État de la Lituanie
La question de savoir si Vytautas Landsbergis devait être officiellement reconnu comme chef de l'État de Lituanie de 1990 à 1992 polarisa l'opinion publique lituanienne durant de nombreuses années. Le 25 juin 2022, le Seimas a officiellement approuvé le projet de loi concernant sa reconnaissance  comme chef de l'État. «Le projet de loi est un symbole de respect et de reconnaissance d'une personne qui a joué un rôle important dans l'histoire de la Lituanie», a déclaré la présidente du Seimas, Viktorija Čmilytė.

### Vie privée
Landsbergis était marié à Gražina Ručytė-Landsbergienė (1930–2020), qui était une pianiste lituanienne réputée et professeure associée de l'Académie lituanienne de musique et de théâtre. Ses filles Jūratė et Birutė sont également musiciennes. Son fils, Vytautas, est un écrivain et réalisateur lituanien réputé. 
Son petit-fils Gabrielius Landsbergis, (né en 1982), est l'actuel chef du parti conservateur, membre du Seimas (le parlement lituanien), et ministre des Affaires étrangères de Lituanie de 2020 à 2024.
Il a appartenu au groupe d'artistes d'avant-garde Fluxus.

## Distinction
- Grand-croix de la Légion d'honneur en 2016[5].
- Grand-croix de l'ordre royal norvégien du Mérite
- docteur honoris causa de l'université Paris-Sorbonne en 2001